# 埼玉県道144号東大宮停車場線

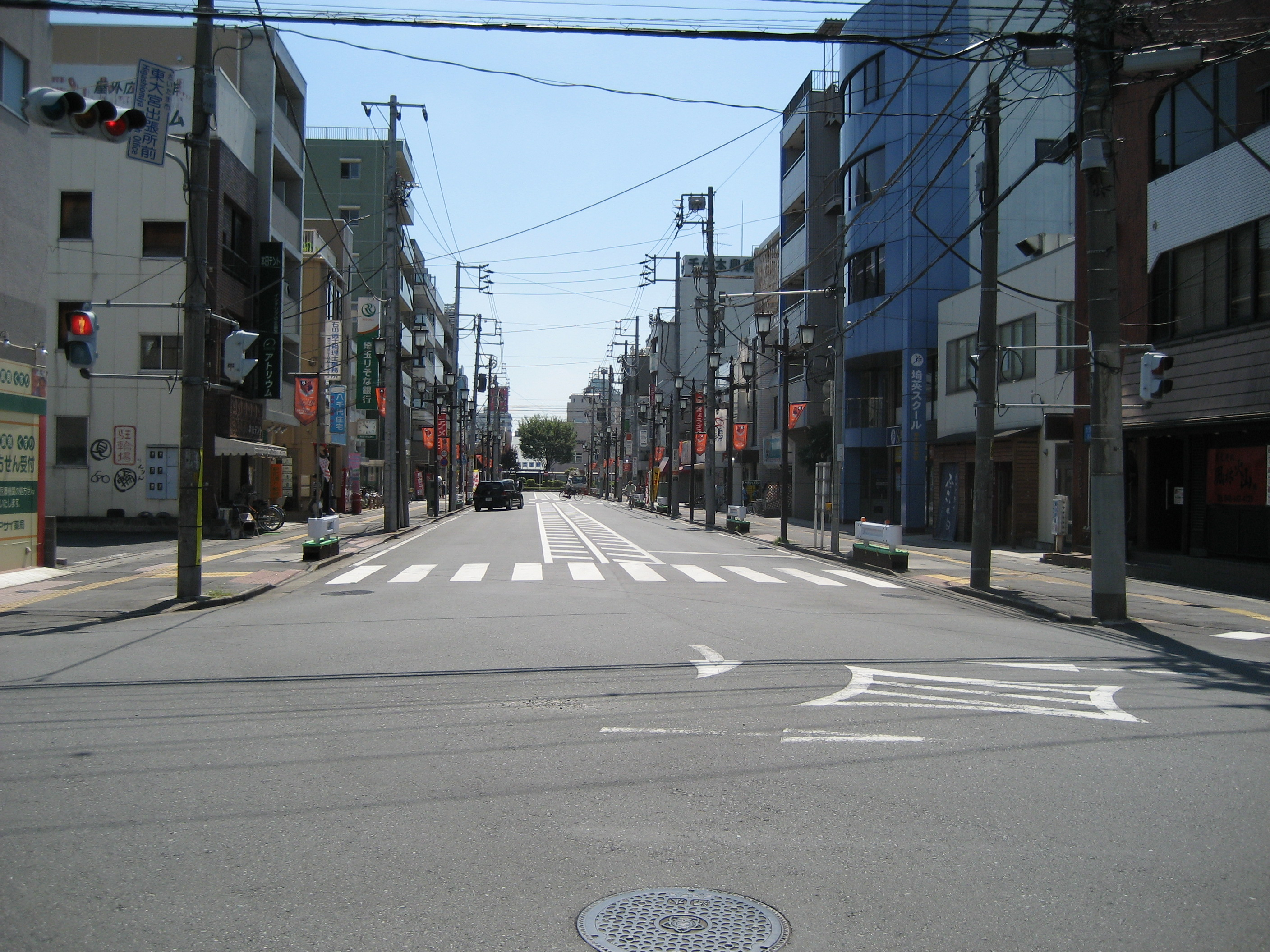
東大宮出張所前付近

埼玉県道144号東大宮停車場線（さいたまけんどう144ごう ひがしおおみやていしゃじょうせん）は、埼玉県さいたま市見沼区に設定されている県道である。

## 路線概要

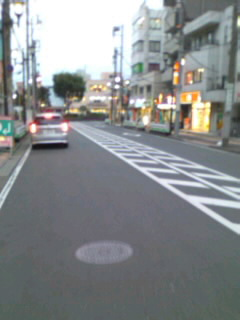
東大宮駅西口周辺

- 起点：東大宮停車場
- 終点：埼玉県道5号さいたま菖蒲線交点
- 総距離：275m

## 通過する自治体
- 埼玉県
  - さいたま市

## 接続・交差する主な道路
- 埼玉県道5号さいたま菖蒲線「東大宮駅入口交差点」

## 周辺
- 見沼区役所東大宮出張所
- さいたま市消防局見沼消防署東大宮出張所
- 東大宮駅西口郵便局